# Амбогіманга

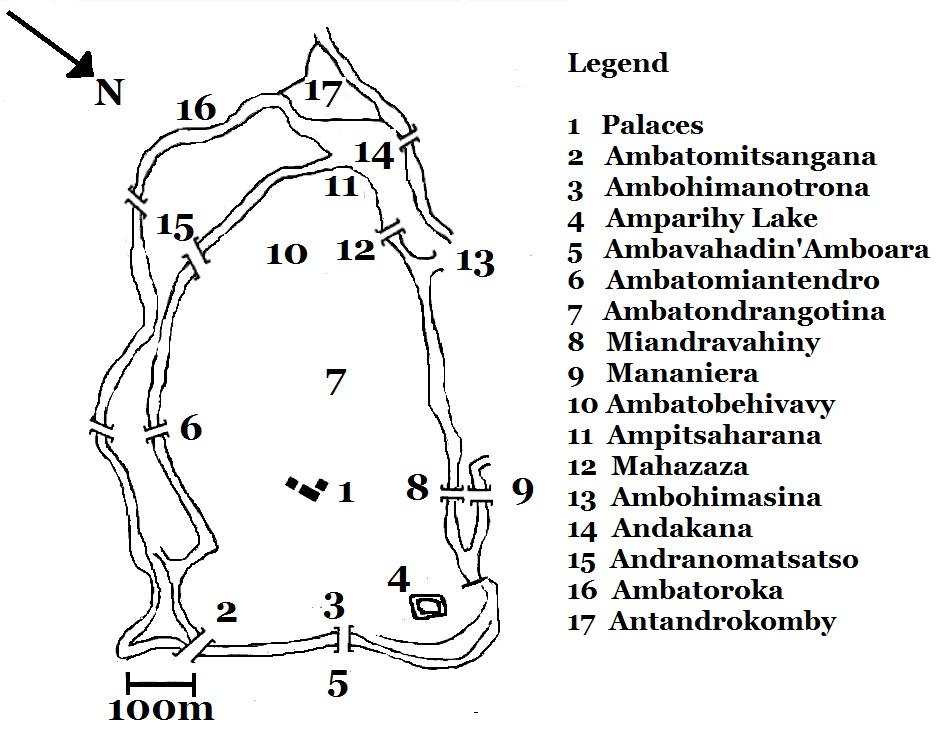
Фортифікаційні споруди на Амбогіманзі

Королівський пагорб Амбогіманга — історичний пам'ятник, археологічні розкопки на Мадагаскарі, розташовані в провінції Антананаріву, об'єкт Всесвітньої спадщини ЮНЕСКО.
Королівський пагорб Амбогіманга є важливим символом самоідентифікації сучасних малагасійців і містить об'єкти, пов'язані з похованнями правителів Мадагаскару.

## Історія
Королівський пагорб Амбогіманга з XV століття був місцем релігійного поклоніння середньовічних малагасійців і мав важливе значення в культурному і громадському житті Мадагаскару упродовж п'ятисот років до появи європейців. Комплекс Амбогіманга містить археологічний матеріал, що розкриває соціальну і політичну культуру Мадагаскару, починаючи з XV століття.

Амбогіманга, 1865

Амбогіманга та прилегла до нього долина з XVI століття належали королям Мадагаскару. У XVI столітті комплекс був уже добре розвинений. але особливої політичної ваги це місце набуло з початку XVIII століття, коли король Андріамасінавалона (1675–1710) розділив своє Королівство Імеріна між власними синами на чотири частини і призначив свого сина.
Андріанцимітовіамініандріана для управління північно-східною частиною - Аварадрано, столицею якого став Амбогіманга. Розподіл Імеріни призвів до 77-річної громадянської війни, під час якої послідовні правителі Аварадрано вели військові кампанії з розширення своєї території, в той же час вони постійно укріплювали Амбогімангу, щоб краще захистити її від нападів. Війна була закінчена  королем Андріанампоінімеріним, який успішно проводив переговори та військові кампанії з Амбогіманги, що призвели до возз'єднання Імеріни під його правлінням до 1793 р.
Захопивши історичну столицю Королівства Імеріна - Рува Антананаріву, Андріанампоімеріна переніс сюди свій королівський двір і всі політичні функції, оголосивши Антананаріво політичною столицею, а Амбогіманга залишилась королівською усипальнею і духовною столицею королівства. Він та пізніші правителі з його роду продовжували проводити королівські ритуали в Амбогіманзі і регулярно її оновлювали та  переробляли аж до французької колонізації королівства та вигнання королівської родини в 1897 році.
Історичні події, повязані із цим місцем та наявність королівських могил надають пагорбу священний характер, який ще більше посилюється в Амбохіманзі місцями поховань кількох Вазимба, найдавніших жителів острова. Тут знаходяться залишки палаців, храмів, мурів.  Королівське місто на пагорбі було захищено ровами та стінами з чотирнадцятьма кам'яними брамами. У східній частині міста були святилища для ритуалів, а також королівські усипальні. Тут знаходився басейн з водою, а над ним в скелі вирізані дві статуї богів. У північній частині міста знаходилась площа правосуддя. У 1871 році до комплексу Амбогімангі був доданий ще один палац та скляний павільйон.
До святих місць Амбогімангі тепер відбуваються цілі паломництва: жителі Мадагаскару роблять це з сакральних міркувань, а туристи — з метою познайомитися з величними руїнами.